# Hatiora gaertneri
El cactus de pascua (Hatiora gaertneri) es una especie de planta fanerógama de la familia Cactaceae. Es endémica de Brasil. Es una especie común que se ha extendido por todo el mundo.

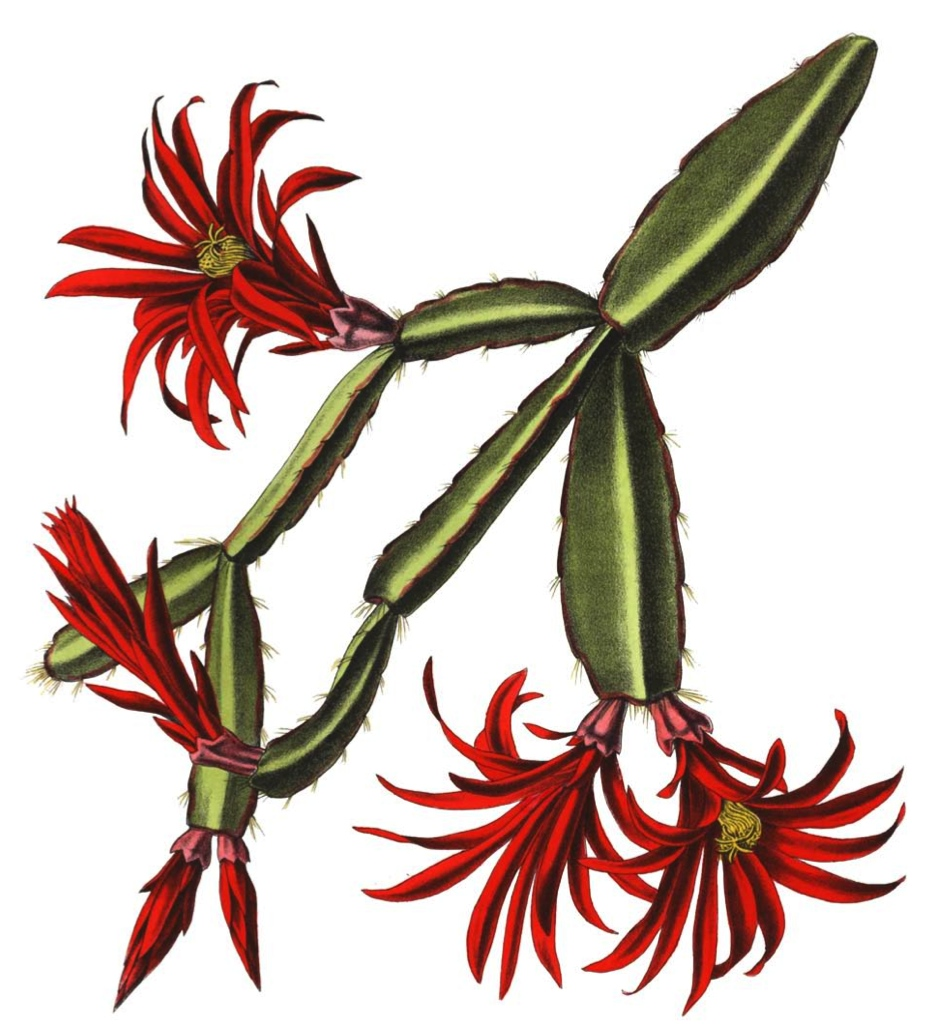
Ilustración

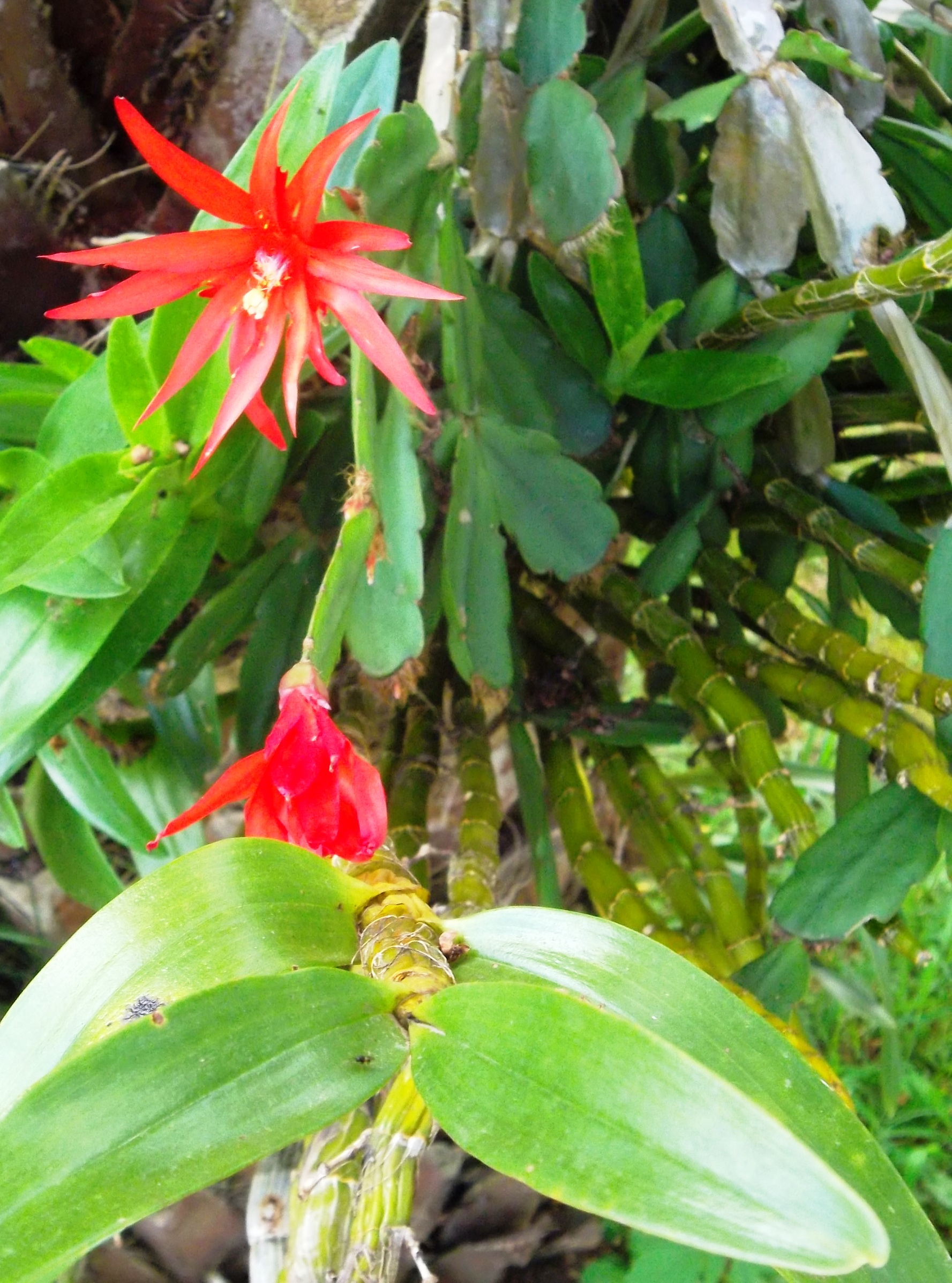
Vista de la planta

## Descripción
Hatiora gaertneri tiene un crecimiento arbustivo con tallos colgantes y muy ramificado. Tiene de tres a seis costillas, de color verde pálido casi planas, pero en ocasiones, a menudo de color rojizo en la primera unidad de los segmentos de 4 a 7 cm de largo y de 2 a 2,5 centímetros de ancho. Los bordes están por debajo son de color amarillo parduzco con cerdas en las areolas y ligeramente dentados. Las flores en forma de embudo, de color escarlata oscuro  aparecen en los extremos de los tallos. Miden de 4-5 cm de largo y tienen diámetros de 4-7,5 centímetros. Los  frutos son alargados y de color rojo.

## Distribución y hábitat
Esta especie es endémica de Brasil, y se producen en Paraná, Rio Grande do Sul y Santa Catarina. Se producen a partir de aproximadamente 350 a 1300 m s. n. m. Se encuentra en algunas áreas protegidas, incluyendo el Parque Estadual da Serra Funda y el Horto Florestal de Ibirama.

## Taxonomía
Hatiora gaertneri fue descrita por (Regel) Barthlott y publicado en The Cactaceae; descriptions and illustrations of plants of the cactus family 5: 100. 1987.
Etimología
Hatiora: nombre genérico otorgado en honor del  matemático, astrónomo y explorador inglés Thomas Hariot (1560-1621), en forma de un anagrama de su nombre.
gaertneri epíteto nombrado en honor del alemán Karl F. Gaertner en Blumenau.
Sinonimia
- Epiphyllum russellianum
- Schlumbergera gaertneri
- Rhipsalis gaertneri
- Epiphyllopsis gaertneri
- Rhipsalidopsis gaertneri[4]